# Basse-Goulaine
Basse-Goulaine (Bretonisch: Goueled-Goulen) ist eine französische Gemeinde des Départements Loire-Atlantique in der Region Pays de la Loire. Administrativ ist Basse-Goulaine mit seinen 9.617 Einwohnern (Stand: 1. Januar 2022) dem Arrondissement Nantes zugeteilt und gehört zum Kanton Saint-Sébastien-sur-Loire.
Die Einwohner heißen Goulainais.

## Geographie
Basse-Goulaine liegt am Südufer der Loire wenige Kilometer südöstlich von Nantes. An der Grenze zur benachbarten Gemeinde Saint-Sébastien-sur-Loire mündet der Fluss Goulaine in die Loire.
Durch das nördliche Gemeindegebiet verlaufen die Nationalstraße 249 von Nantes über Cholet nach Bressuire und die Nationalstraße 844 von Nantes nach Carquefou.
Basse-Goulaine liegt in den Weinbaugebieten Muscadet, Muscadet Sèvre et Maine und Gros Plant du Pays Nantais. Es werden vor allem Trauben für Weißweine produziert.

### Nachbargemeinden
Umgeben ist Basse-Goulaine durch die Nachbargemeinden Sainte-Luce-sur-Loire im Norden, Saint-Julien-de-Concelles im Nordosten, Haute-Goulaine im Osten, Vertou im Süden, Saint-Sébastien-sur-Loire im Westen und Nantes im Nordwesten.

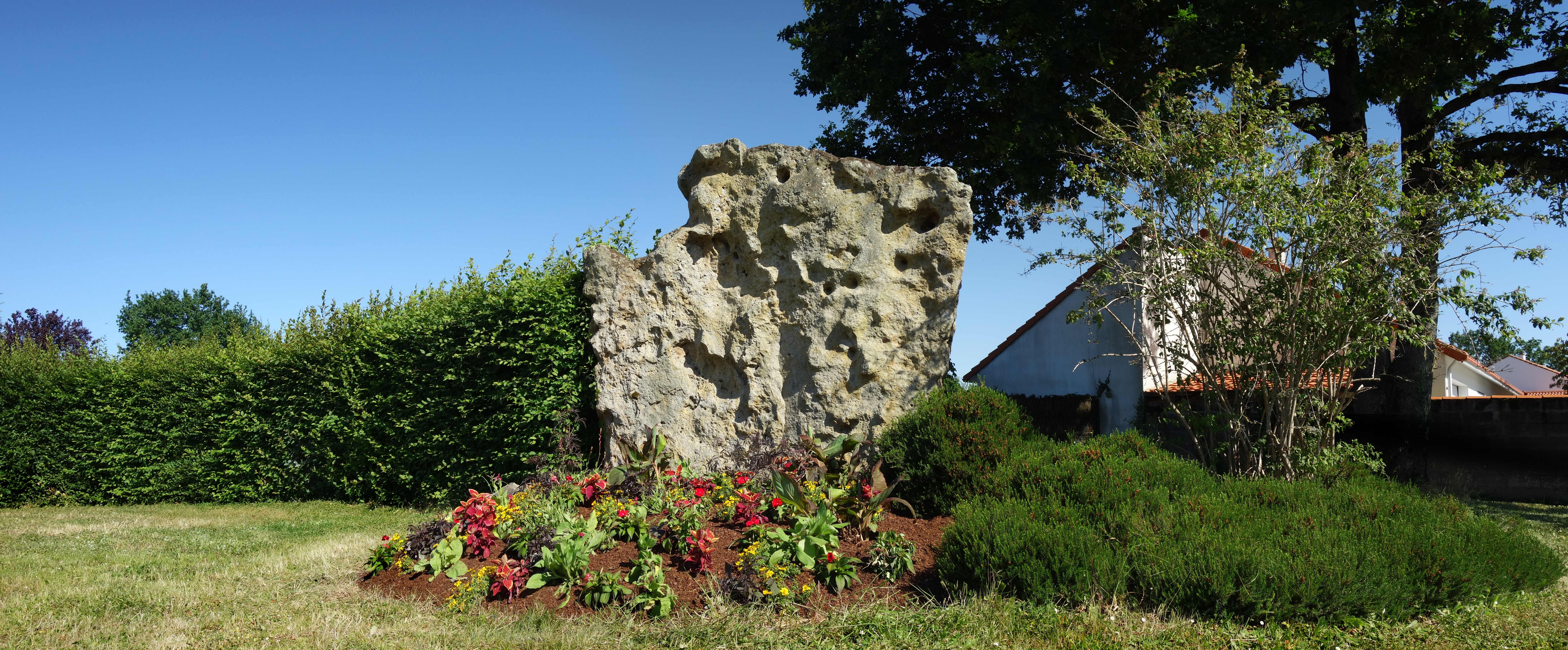
Der 3,35 m hohe, und 3,15 m breite Menhir Pierre Frite

## Bevölkerungsentwicklung
Die Gemeinde, welche heute zur Agglomeration von Nantes zählt, hat sich in den letzten Jahrzehnten sehr dynamisch entwickelt.
| Jahr      | 1962 | 1968 | 1975 | 1982 | 1990 | 1999 | 2006 | 2017 |
| --------- | ---- | ---- | ---- | ---- | ---- | ---- | ---- | ---- |
| Einwohner | 1853 | 2160 | 3036 | 4099 | 5910 | 7504 | 7883 | 9036 |

## Gemeindepartnerschaft

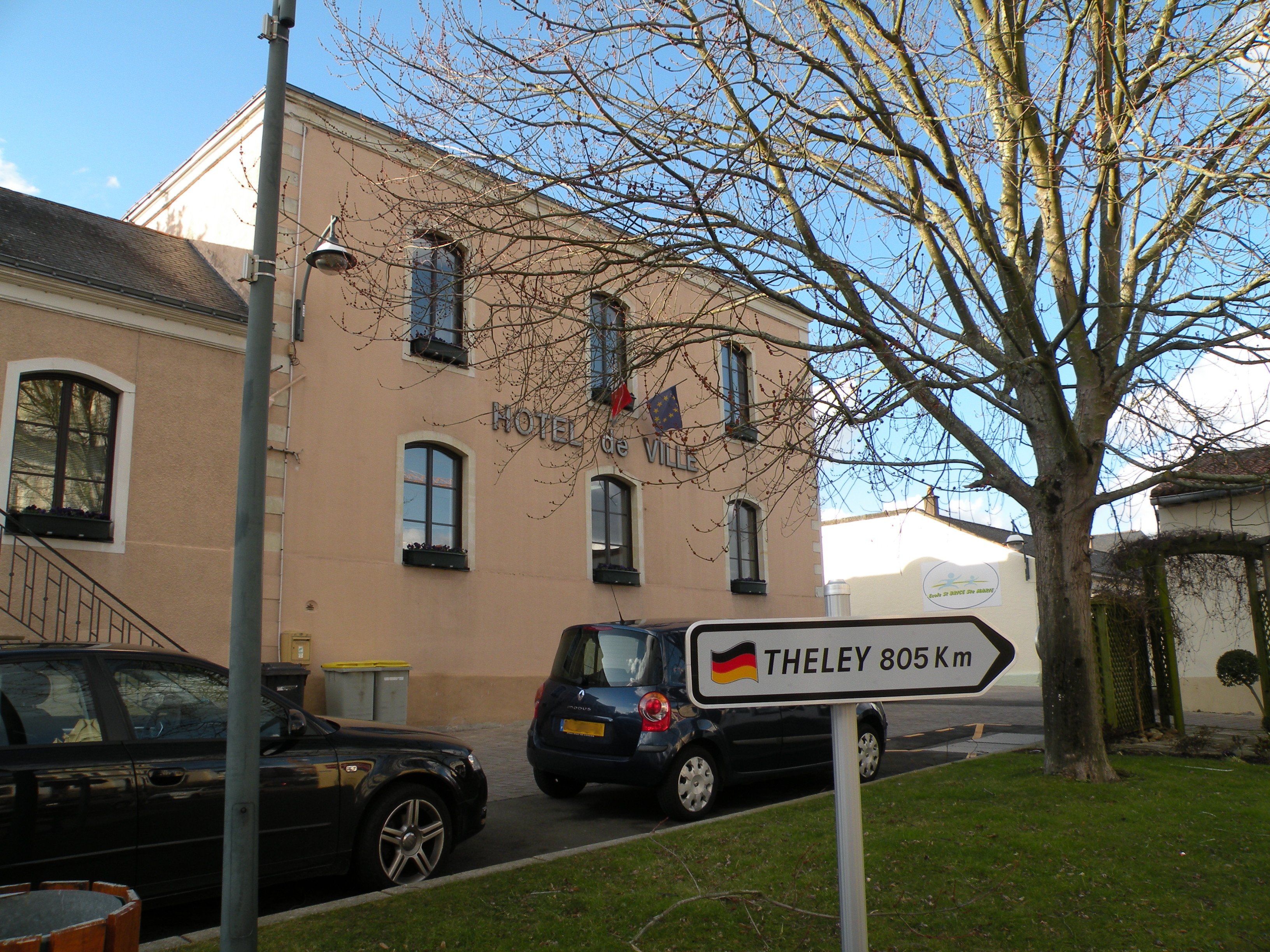
Rathaus (Hôtel de ville) mit dem Hinweisschild auf die Partnerschaft

Mit dem Ortsteil Theley der saarländischen Gemeinde Tholey besteht eine Partnerschaft.

## Persönlichkeiten
- Adolphe Billault (1805–1863), Jurist, Politiker, Präsident der Nationalversammlung (1852–1854), Innenminister (1854–1858, 1859/1860)